# آشچیکول (استان جامبیل)
آشچیکول (به قزاقی: Ащыкөл، اششىكول) یک دریاچه در قزاقستان است که در شهرستان ساری‌سو واقع شده‌است.